# Carlo Gonzaga di Novellara
Carlo Gonzaga di Novellara (... – 1484/1518) è stato un nobile italiano, capostipite del ramo secondario dei "Gonzaga di Calabria Citra", derivato dai Gonzaga di Novellara e Bagnolo.

## Biografia
Soprannominato "Creacolo", era il figlio naturale di Francesco I Gonzaga-Novellara, signore di Novellara e di una donna napoletana. 
Il padre lasciò Napoli per accompagnare in Francia la famiglia di Girolamo Sanseverino, principe di Bisignano, che venne giustiziato a seguito della congiura dei baroni. I Sanseverino, ritornati in possesso delle loro terre, ricompensarono Carlo dei favori avuti dal genitore donandogli la baronia di Santo Stefano e Prato, nel territorio di San Marco in Calabria, dove fissò la sua dimora.

## Discendenza
Carlo sposò Filippa (Giulia), figlia del barone Valentoni di San Marco, ed ebbero tre figli:
- Lancellotto, giurista e avvocato del principe di Bisignano a Napoli;
- Domenico detto "Minicuccio", governatore dei feudi della famiglia Sanseverino. Sposò Sveva Frassìa, baronessa di San Giorgio;
- Francesco.

## Ascendenza
|                            |   |                      | Genitori                |  |  | Nonni |  |  | Bisnonni         |  |  | Trisnonni        |  |
|                            |   |                      |                         |  |  |       |  |  | Guido II Gonzaga |  |  | Feltrino Gonzaga |  |
|                            |   |                      |                         |  |  |       |  |  | Guido II Gonzaga |  |  | Feltrino Gonzaga |  |
|                            |   | Antonia da Correggio |                         |  |  |       |  |  | Guido II Gonzaga |  |  |                  |  |
| Giacomo Gonzaga            |   |                      |                         |  |  |       |  |  | Guido II Gonzaga |  |  |                  |  |
|                            |   | Ginevra Malatesta    | Malatesta III Malatesta |  |  |       |  |  |                  |  |  |                  |  |
|                            |   | Ginevra Malatesta    | Malatesta III Malatesta |  |  |       |  |  |                  |  |  |                  |  |
|                            |   | Ginevra Malatesta    | Costanza Ondedei        |  |  |       |  |  |                  |  |  |                  |  |
| Francesco I Gonzaga        |   | Ginevra Malatesta    |                         |  |  |       |  |  |                  |  |  |                  |  |
|                            |   | Marco I Pio          | Giberto I Pio           |  |  |       |  |  |                  |  |  |                  |  |
|                            |   | Marco I Pio          | Giberto I Pio           |  |  |       |  |  |                  |  |  |                  |  |
|                            |   | Marco I Pio          | Bianca Casati           |  |  |       |  |  |                  |  |  |                  |  |
| Ippolita Pio               |   | Marco I Pio          |                         |  |  |       |  |  |                  |  |  |                  |  |
|                            |   | Taddea Roberti       | …                       |  |  |       |  |  |                  |  |  |                  |  |
|                            |   | Taddea Roberti       | …                       |  |  |       |  |  |                  |  |  |                  |  |
|                            |   | Taddea Roberti       | …                       |  |  |       |  |  |                  |  |  |                  |  |
| Carlo Gonzaga di Novellara |   | Taddea Roberti       |                         |  |  |       |  |  |                  |  |  |                  |  |
|                            | … | …                    |                         |  |  |       |  |  |                  |  |  |                  |  |
|                            | … | …                    |                         |  |  |       |  |  |                  |  |  |                  |  |
|                            | … | …                    |                         |  |  |       |  |  |                  |  |  |                  |  |
| …                          | … |                      |                         |  |  |       |  |  |                  |  |  |                  |  |
|                            |   | …                    | …                       |  |  |       |  |  |                  |  |  |                  |  |
|                            |   | …                    | …                       |  |  |       |  |  |                  |  |  |                  |  |
|                            |   | …                    | …                       |  |  |       |  |  |                  |  |  |                  |  |
| …                          |   | …                    |                         |  |  |       |  |  |                  |  |  |                  |  |
|                            |   | …                    | …                       |  |  |       |  |  |                  |  |  |                  |  |
|                            |   | …                    | …                       |  |  |       |  |  |                  |  |  |                  |  |
|                            |   | …                    | …                       |  |  |       |  |  |                  |  |  |                  |  |
| …                          |   | …                    |                         |  |  |       |  |  |                  |  |  |                  |  |
|                            |   | …                    | …                       |  |  |       |  |  |                  |  |  |                  |  |
|                            |   | …                    | …                       |  |  |       |  |  |                  |  |  |                  |  |
|                            |   | …                    | …                       |  |  |       |  |  |                  |  |  |                  |  |
|                            |   | …                    |                         |  |  |       |  |  |                  |  |  |                  |  |